# تالار مشاهیر بازی‌های ویدیویی جهان

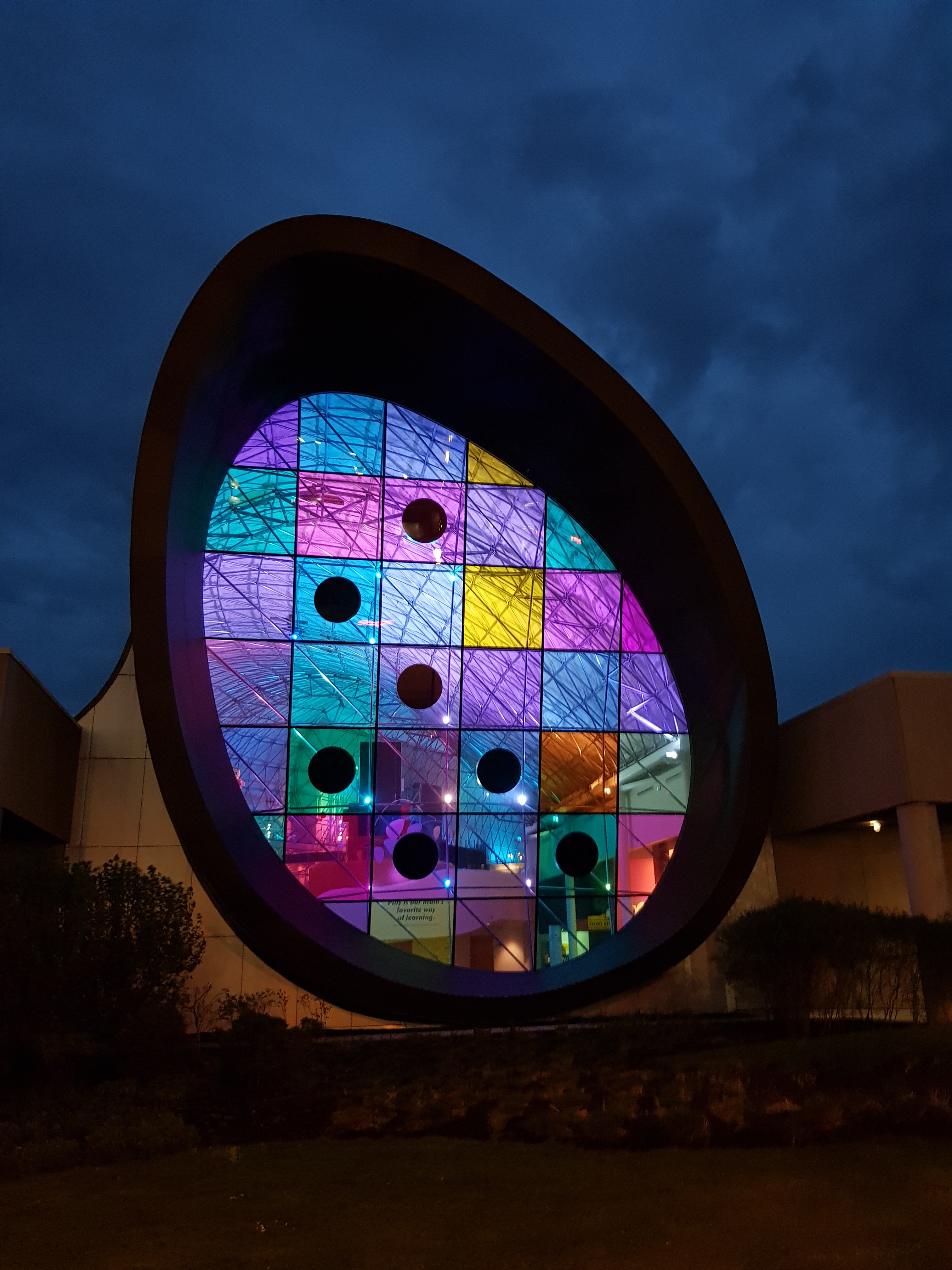
موزه بازی روچستر.

تالار مشاهیر بازی‌های ویدیویی جهان (به انگلیسی: World Video Game Hall of Fame) یک تالار مشاهیر بین‌المللی است که در ۴ ژوئن ۲۰۱۵ افتتاح شد. این سالن در نمایشگاه eGameRevolution در موزه ملی بازی واقع شده‌است. مدیریت سالن توسط The Strong و مرکز بین‌المللی تاریخ بازی‌های الکترونیکی نظارت می‌شود. خالق تالار مشاهیر بازی‌های ویدیویی جهانی، جان-پل سی دایسون است که معاون تحقیقات و توسعه نمایشگاه استرانگ و مدیر مرکز بین‌المللی تاریخچه بازی‌های الکترونیکی است.
بازی‌های ویدیویی با رعایت چهار معیار اساسی واجد شرایط تالار مشاهیر بازی‌های ویدیویی جهانی می‌شوند:
- وضعیت آیکون - به‌طور گسترده‌ای شناخته شده و به خاطر سپرده می‌شود
- طول عمر - بیش از یک مد گذرا است و در طول زمان از محبوبیت برخوردار شده‌است
- دسترسی جغرافیایی - معیارهای فوق را در سراسر مرزهای بین‌المللی برآورده می‌کند
- نفوذ - تأثیر قابل توجهی بر طراحی و توسعه بازی‌های دیگر، سایر اشکال سرگرمی یا به‌طور کلی بر فرهنگ عمومی و جامعه داشته‌است.

## کلاس ۲۰۱۵
نامزدهای عموم مردم از ۱۷ فوریه ۲۰۱۵ تا ۳۱ مارس ۲۰۱۵ پذیرفته شدند. فینالیست‌ها توسط یک کمیته داخلی انتخاب شدند، در حالی که یک کمیته بین‌المللی انتخاب متشکل از روزنامه‌نگاران، دانشمندان، و افراد دیگر، پذیرفته شدگان افتتاحیه تالار مشاهیر را انتخاب می‌کنند. فینالیست‌ها (شرکت کنندگان افتتاحیه به صورت پررنگ):
- فینالیست‌های جدید برای سال ۲۰۱۵:
  - دوم (۱۹۹۳)
  - پک-من (۱۹۸۰)
  - پونگ (۱۹۷۲)
  - برادران سوپر ماریو (۱۹۸۵)
  - تتریس (۱۹۸۴)
  - دنیای وارکرفت (۲۰۰۴)
  - پرندگان خشمگین (۲۰۰۹)
  - فوتبال بین‌المللی فیفا (۱۹۹۳)
  - افسانه زلدا (۱۹۸۶)
  - ماینکرفت(۲۰۱۱)
  - مسیر اورگان (۱۹۷۱)
  - پوکمون قرمز و آبی (۱۹۹۶)
  - سیمز (۲۰۰۰)
  - سونیک خارپشت (بازی ویدئویی ۱۹۹۱)
  - مهاجمان فضایی (۱۹۷۸)